# Konjugovani sistem
U hemiji, koнјugovani sistem je grupa vezanih -orbitala sa delokalizovanim elektronima u jedinjenjima sa naizmeničnim jednostrukim i višestrukim vezama. Prisustvo koнјugovanog sistema generalno snižava sveukupnu energiju molekula i povećava njegovu stabilnost. Slobodni parovi, radikali i karbenijum joni mogu da budu deo sistema. Jedinjenje može da bude ciklično, aciklično, linearno ili mešovito.
Kougacija je preklapanje jedne p-orbitale sa drugom u pravcu sigma veze (kod većih atoma d-orbitale mogu da učestvuju). Kougovani sistemi sadrže regione preklapajućih p-orbitala, koji premoštavaju jednostruke veze. Oni omogućavaju delokalizaciju pi elektrona duž svih susednih poravnatih p-orbitala. Pi elektroni ne pripadaju pojedinačnoj vezi ili atomu, već grupi atoma.
Primeri velikih koнјugovanih sistema su grafen, grafit, provodni polimeri, i ugljenične nanocevi.

## Mehanizam
Kougacija je moguća kod naizmeničnih jednostrukih i dvostrukih veza. Dokle god svaki atom u lancu ima raspoloživu -orbitalu, sistem se može smatrati koнјugovanim. Na primer, furan (na slici) je petočlani prsten sa dve naizmenične dvostruke veze i jednim kiseonikom u poziciji 1. Kiseonik ima dva slobodna para elektrona, jedan od kojih zauzima p-orbitalu u podesnoj poziciji, čime se održava koнјugacija tog petočlanog prstena. Prisustvo azota u prstenu ili grupama u α poziciji u odnosu na karbonilnu grupu (C=O), iminsku grupu (C=N), vinil grupu (C=C), ili aon takođe može da bude izvor pi orbitala kojim se održava koнјugacija.
Postoje i drugi tipovi koнјugacije. Homokoнјugacija je preklapanje dva π-sistema razdvojena nekoнјugovanom grupom, kao što je CH2. Na primer, molekul  (1,4-pentadien) je homokoнјugovan, jer su dve C=C dvostruke veze (svaka dvostruka veza sadrži jednu π vezu) razdvojene jednom CH2 grupom. 